# Федаш Клавдія Анна-Марія
Клавдія Федаш (хресне ім'я Анна-Марія, англ. Claudia Fedash (Feddish); 1909, США — 1 січня 1978, Рим) — монахиня-василіянка, архимандриня сестер Чину святого Василія Великого (1963—1971), учасниця Другого Ватиканського собору, викладачка англійської мови Українського католицького університету ім. Климента в Римі.

## Життєпис
Народилась у США в родині українських емігрантів. Вступила до монастиря у 16-річному віці, у 1927 році склала перші обіти, а в 1930 році — вічні обіти. З 1954 р. виконувала обов'язки заступниці Генеральної настоятельки та економки ЧСВВ. У 1963—1971 роках була Генеральною настоятелькою (архимандринею) сестер Чину Святого Василія Великого. В цей період заснувала два перші монастирі сестер-василіянок в Австралії (у Мельбурні та Сіднеї). У жовтні 1964 року брала участь у Другому Ватиканському соборі спостерігачем.
Після завершення каденції Генеральної настоятельки працювала над виданням «Творів» Йосифа Сліпого, викладала англійську мову в Українському католицькому університеті та в Українській папській малій семінарії св. Йосафата в Римі.
Померла 1 січня 1978 р. в Римі. Похована в крипті собору Святої Софії.